# IMovie
iMovie es un software de edición de video creado por Apple Inc. como parte de la suite de aplicaciones iLife para Macintosh, el cual permite a los usuarios editar sus propias películas de forma profesional desde casa. Versiones anteriores de iMovie (2.0.3 y anteriores) funcionan en Mac OS 9, pero desde la versión 3, iMovie funciona solamente en Mac OS X.
Su versión más reciente fue lanzada el 20 de enero de 2010, incluida en iLife '11.
Cuando iMovie fue lanzado por primera vez, se hizo popular por su simplicidad, haciendo que las mayoría de las tareas fueran fáciles de realizar sólo con tocar y arrastrar. Fue tanto el impacto que tuvo que hasta revistas de PC le dieron revisiones y hasta una lo incluyó en su portada.
El film de Jonathan Caouette lonja grande llamado Tarnation, editado totalmente con iMovie, fue presentado en el festival de Cannes de 2004.
Integrado con FireWire, iMovie toma el video crudo de las mayoría de las cámaras de video digitales (o de las analógicas con convertidor digital) y los carga en la Mac. Una vez hecho eso, iMovie puede editarlos, agregarles títulos y música. Predeterminadamente son incluidos efectos de corrección de color y herramientas de mejoras de video, así como también transiciones y efectos de presentaciones.
iMovie 1.0 marcó un cambio importante en el software de Apple que continúa haciendo efecto hasta el día de hoy. iMovie 1.0 incluía los datos de los creadores, así como otros software de Apple lo hacían en ese tiempo. Pero las constantes llamadas a Apple pidiendo hablar con estos empleados hizo que Steve Jobs eliminara de los créditos de los productos de software de Apple a sus creadores; una práctica que traía de sus días en Atari.
A principios de 2005, Apple lanzó iMovie HD como parte de iLife '05, incluyendo soporte para editar video de alta definición.

## Características de iMovie HD 6
iMovie 6 fue lanzado en enero de 2006 como parte de la suite iLife '06. Está integrado con iPhoto, iTunes, iDVD, GarageBand e iWeb. Las novedades incluían:
- Cinco temas para iMovie diseñados por Apple. Hechos para ser usados fácilmente, el usuario puede arrastrar clips de videos o fotos dentro de los temas para darle al proyecto un aspecto profesional.
- Efectos en tiempo real. No existe más la necesidad de esperar el renderizado ya que iMovie usa la unidad de procesamientos de gráficos del usuario para mostrar los efectos.
- Títulos en tiempo real.
- Efectos y herramientas de audio mejoradas.
- Abrir múltiples proyectos.
- Podcasts de video y blogs (usando la integración con iWeb).
- Aspecto actualizado basado en iTunes 5 y 6.

## Características de iMovie HD
iMovie 5 incluía la integración con la suite iLife con botones en la barra de herramientas para importar imágenes de iPhoto, música de iTunes y la configuración de marcadores de capítulos listos para exportar a iDVD. Otras novedades eran:
- Vista previa en Pantalla Completa.
- Una pista de video, dos de pantalla

- Incluidos efectos de sonidos, algunos de Skywalker Sound.
- La voz en off en las narraciones puede ser grabada desde un micrófono y agregada a una pista de audio.
- Títulos con efectos como vuelta en 3D, rebotar y la animación de los créditos al final de la película.
- Transiciones como disolver, desintegrar, escalar y esfumar.
- Efectos de video como cámara rápida, cámara lenta, rebobinado rápido/lento, brillo y contraste, electricidad y efectos de polvo.
- Cortado y ajuste de video.
- Mostrar y editar formas de onda.
- Extrayendo audio de clips.
- Exportar una película o escena como película de QuickTime, o compartirla vía correo electrónico, Bluetooth, la página web en MobileMe o volviéndola a una cámara digital.

Otra nueva característica es 'Magic iMovie', la cual intenta automatizar todo el proceso de edición de video, permitiendo agregar transiciones comunes entre escenas, sincronizar una pista de audio con el video y crear un DVD con iDVD.

## Plugins
Aquí se muestra un listado de páginas donde se pueden encontrar plugins para iMovie.
- Plugins de Ezedia
- Plugins de la empresa Stupendous Software
- Plugins gratuitos de iMovie

## iMovie 7, 8 y 9
Con iLife '08 se lanzó iMovie 7 cuya principal característica fue el rediseño completo de la interfaz a costa de eliminar ciertas características. Esto hizo que Apple permitiera descargar iMovie HD para cubrir las necesidades faltantes. Con el lanzamiento de iMovie 8 se dejó de ofrecer iMovie HD y se incorporaron nuevas características además de recuperar otras perdidas.
iMovie 9, lanzado el 20 de octubre de 2010 incluyó como novedades:
- Posibilidad de crear trailers de películas
- Nueva edición de sonido
- Efectos con un clic
- Buscador de personas
- Nuevos temas